# Laura Alvim

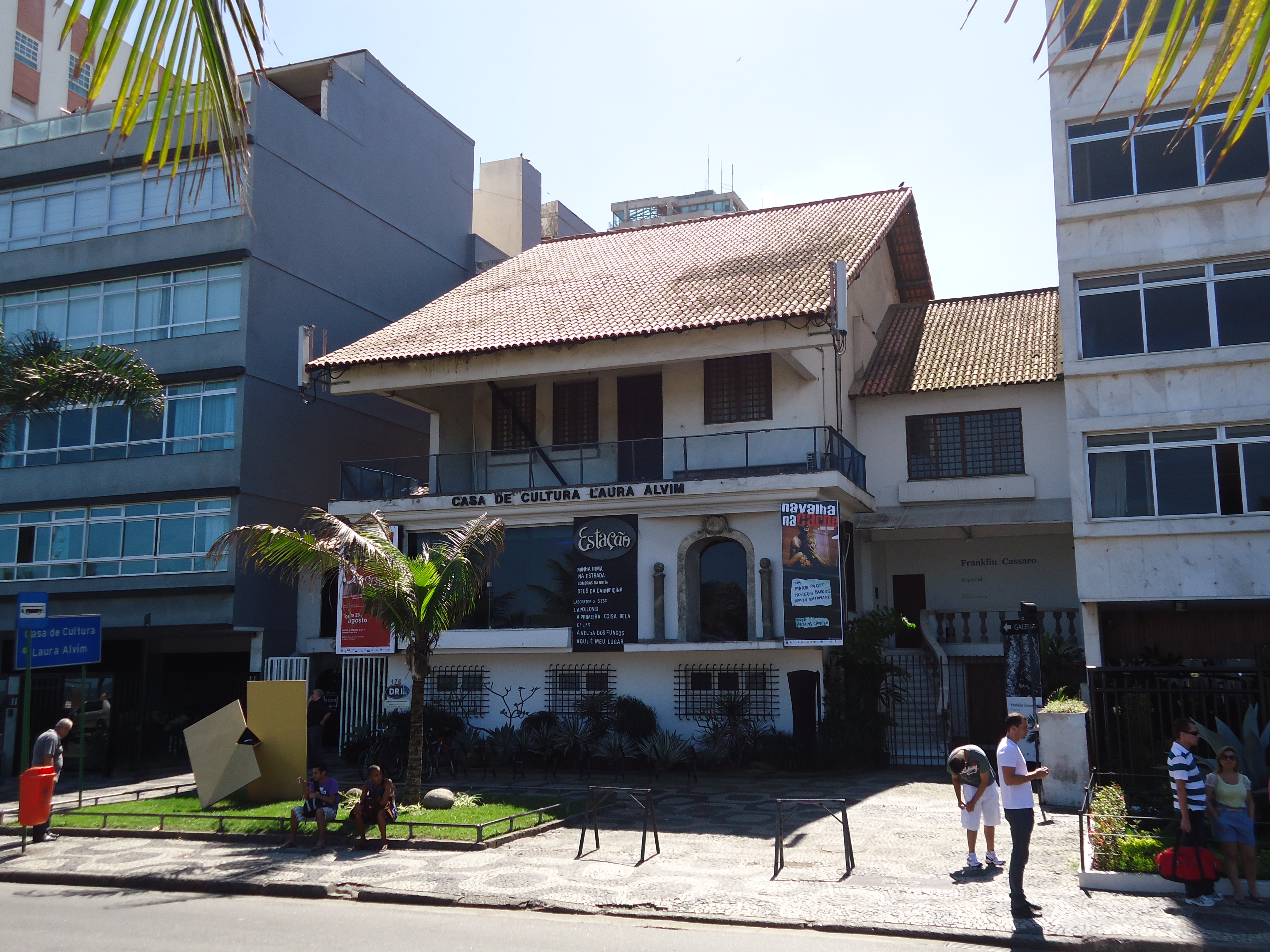
Casa de Cultura Laura Alvim, Ipanema.

Laura Alvim (Rio de Janeiro, 2 de novembro de 1902 — Rio de Janeiro, 22 de março de 1984) foi um benemérita que lutou pelo sonho de transformar a sua casa em Ipanema num centro cultural.

## Biografia
Em 1910 os seus pais mudam de casa, para a Av. Vieira Souto, na praia de Ipanema.
Neta de Angelo Agostini - desenhou a primeira charge infantil do Rio de Janeiro para a revista Tico-Tico -, e filha de Álvaro Alvim, introdutor do raio-x no país, cresceu num ambiente pleno de cultura.
Dada a sua beleza, e traços finos, é considerada por muitos a primeira garota de Ipanema.
Após a morte de seu pai, Laura dedicou-se a transformar a sua casa em uma casa de cultura para homenageá-lo e também para sua própria realização, já que Laura sempre foi apaixonada pelo teatro, mesmo nunca tendo tido coragem de segui-lo: o seu maior sonho era ser atriz.
Com a morte dos pais, Laura passou por momentos financeiros difíceis mas não a ponto de fazê-la desistir de seu sonho, mesmo após receber propostas milionárias pela casa.
Em 1983 Laura provou a sua sanidade mental e doou a casa ao Estado para seu utilizada para o fim que sempre sonhou. A inauguração teve lugar dois anos após a sua morte.
Laura nunca se casou, não teve filhos, mas antes da doação abriu as portas para muitas pessoas necessitadas.